# قطعنامه ۱۳۹۴ شورای امنیت
قطعنامه ۱۳۹۴ شورای امنیت سازمان ملل متحد که در تاریخ ۲۷ فوریه ۲۰۰۲ تصویب شد، سندی بین‌المللی دربارهٔ بررسی وضعیت صحرای غربی است. این قطعنامه طی نشست ۴۴۸۰ام با ۱۵ رای موافق، ۰ مخالف و ۰ ممتنع تصویب شد.